# Ernest Trova
Ernest Trova (Clayton, 19 februari 1927  –  Richmond Heights, 8 maart 2009) was een Amerikaans, surrealistisch en popartschilder en beeldhouwer.

## Leven en werk
Ernest Tino Trova, wiens vader een industrieel ontwerper was, groeide op in Clayton (St. Louis County) in de staat Missouri en bezocht de Clayton High School. Tijdens zijn studie aan de St. Louis University High School begon hij een correspondentie met de dichter Ezra Pound, die na de Tweede Wereldoorlog vanwege zijn pro-fascistische opstelling in Italië tijdens de oorlog was opgenomen/geïnterneerd in het St. Elizabeths Hospital in Washington D.C.. Zijn belangstelling ging uit naar design, kunst en poëzie en hij probeerde die drie componenten in zijn werk tot een eenheid te smeden. Trova was een autodidact en volgde nooit kunstonderwijs. Aanvankelijk was hij werkzaam als decorateur en etaleur in een warenhuis van de May Department Stores Company. Trova begon als schilder en stapte later over op de vervaardiging van driedimensionale constructies en beeldhouwkunst. De bestuursvoorzitter, Morton D. May (een verzamelaar en amateur-kunstenaar) kocht een van Trova's schilderijen, dat hij later schonk aan het Museum of Modern Art.
Trova stelde in 1963 zijn eerste werken tentoon in de Pace Gallery in St. Louis. Enkele van zijn vroege werken werden al gekocht door het Guggenheim Museum en het Museum of Modern Art in New York, de Tate Gallery in Londen en door het St. Louis Art Museum in St. Louis.

## The Falling Man
In 1964 creëerde Trova zijn meest bekend geworden werk, The Falling Man, waarvan hij meerdere versies maakte en waarvan de afbeelding werd hergebruikt in zeefdrukken, op horloges en caleidoscopen. Het seriematige van zijn werk werd, net als bij Andy Warhol, door de kritiek afgedaan als te commercieel en te kitscherig.  

## Laumeier Sculpture Park
In 1975 kon door een schenking van Trova van 40 werken voor de buitencollectie van het destijds in oprichting zijnde Laumeier Sculpture Park het beeldenpark, dat een oppervlak beslaat van ruim 42 hectare, voor het publiek worden geopend. De officiële overdracht vond met medewerking van de Pace Gallery op 11 december 1975 plaats. De collectie beeldhouwwerken telt nu, naast het werk van Trova, meer dan 70 werken van gerenommeerde kunstenaars.
Trova's latere, meer constructivistische werk, vond weinig bijval buiten St. Louis, waar de kunstenaar zijn gehele leven bleef wonen. Vele werken van Trova bevinden zich in de openbare ruimte van St. Louis. Hij stierf op 9 maart 2009, een half jaar na het overlijden van zijn echtgenote, aan de gevolgen van een hartaanval in zijn woonplaats Richmond Heights (Greater St. Louis).